# Chrystyna Stuj
Chrystyna Stuj, ukr. Христина Петрівна Стуй (ur. 3 lutego 1988 w Iwano-Frankiwsk) – ukraińska lekkoatletka specjalizująca się w biegach sprinterskich. 
W biegu rozstawnym 4 × 100 metrów była ósma na mistrzostwach Europy młodzieżowców w 2009. Podczas halowych mistrzostw Europy w 2011 była piąta w biegu na 60 metrów. Dwukrotna medalistka uniwersjady w 2011 (złoto w sztafecie 4 × 100 metrów i  srebro w biegu na 100 metrów). Kilka tygodni po tej imprezie zdobyła brąz w biegu rozstawnym na mistrzostwach świata. W 2012 zdobyła srebrny medal w biegu na 200 metrów podczas mistrzostw Europy. W tym samym roku zdobyła brązowy medal igrzysk olimpijskich w Londynie w sztafecie 4 × 100 m. Reprezentantka kraju w drużynowych mistrzostwach Europy. Złota medalistka mistrzostw kraju.

## Rekordy życiowe
- bieg na 60 metrów (hala) – 7,21 (6 marca 2011, Paryż)
- bieg na 100 metrów – 11,20 (19 lipca 2018, Łuck)
- bieg na 200 metrów – 22,66 (6 sierpnia 2012, Londyn)
- bieg na 400 metrów – 51,58 (25 lipca 2014, Kirowohrad)